# 葉耳鼠屬
葉耳鼠屬（Phyllotis），哺乳綱、囓齒目、倉鼠科的一屬，而與葉耳鼠屬（沙葉耳鼠）同科的動物尚有佛羅里達白足鼠屬（佛羅里達白足鼠）、尖趾鼠屬（尖趾鼠）、裏約稻鼠屬（裏約稻鼠）、白足鼠屬（球鹿鼠）等之數種哺乳動物。